# Adam Gherijs
Adam Gherijs († 10 december 1394) was een Brabants bouwmeester aan het hof van hertogin Johanna van Brabant en van hertog Filips de Stoute.
Gherijs verschijnt in 1362 in de bronnen als werkzaam in dienst van het hertogelijk hof van Brussel bij het oprichten van een houten zomerpaviljoen en van de hofkapel. In 1365 was hij met zekerheid bouwmeester. Na wat opdrachten in verband met herstellingen, toezicht en bemiddeling, werd hij in 1375 belast met het bouwen van het Kasteel van Vilvoorde voor hertogin Johanna en hertog Wenceslas. In Tienen bouwde hij de karmelietenkerk (1376), in Oudergem de kerk van het Rood Klooster (1381) en in Vilvoorde de Onze-Lieve-Vrouw van Goede Hoopkerk. Die laatste – het enige werk van hem dat nog overeind staat – bevat een Latijnse inscriptie die de voltooiing van het koor en de transeptarmen in 1384 gedenkt en die hem erkent als architect (fundator). Ook zijn steenhouwer Hendrik Obens en drie geldschieters worden erop vermeld. Verder is in de kerk Gherijs' grafplaat te vinden met zijn gisant en het volgende epigraaf:
Hier · lieghet · meester · Adaem · Gheeriis · miins · heere · maets · van · Braba[n]t · en · m[iin]er · vrouwe · en · mii[n]s · heere · van Borghoeg[n]en · die staerf · int · jaer · M.CCC.LX.[XXX] en IIII · Den tinsten · dach · van · decembre · bid · Godt · over · de · ziele

## Voetnoten
1. ↑  Vilvoordse kerk heeft toeristische troeven, De Standaard, 30 mei 2008
2. ↑  Grafzerk Adam van Geerys (BALaT)